# Casey Wittenberg
Casey Wittenberg is een Amerikaanse golfprofessional.

## Amateur
Wittenberg studeerde aan de Oklahoma State University en speelde college golf. 

In 2003 haalde hij de finale van het US Amateur, maar verloor die van Nick Flanagan.

In 2004 speelde hij mee in de Masters en eindigde op de 13de plaats. Dit was het beste resultaat van een amateur sinds 41 jaar. Voor de laatste negen holes had hij slechts 31 slagen nodig, hetgeen een amateursrecord is in de geschiedenis van de Masters. 

In 2004 speelde hij ook in het US Open op Shinnecock Hills. Hij eindigde als tweede amateur met een score van 296 op de 36ste plaats.

### Gewonnen
Onder meer:
- 2001: Azalea Invitational
- 2003: Southern Amateur, Porter Cup, Terra Cotta Invitational

### Teams
- Walker Cup: 2003

## Professional
Wittenberg werd in 2004 professional, en speelde op de Amerikaanse PGA Tour, de Nationwide Tour en enkele mini-tours. In 2008 promoveerde hij van de Nationwide Tour naar de PGA Tour, maar verloor zijn speelrecht aan het einde van het seizoen. 
In 2012 behaalde hij zijn eerste grote overwinning, het Chitimacha Louisiana Open. Drie maanden later werd hij 10de bij het US Open en een week later won hij het Preferred Health Systems Wichita Open.  
Wittenberg stond in 2012 nummer 1 op de Web.com Tour en werd uitgeroepen tot Speler van het Jaar. Opnieuw promoveerde hij naar de PGA Tour. In 2013 doet hij voor de 6de keer mee aan het US Open.

### Gewonnen
NGA Hooters Tour
- 2006: Pearl River Resort Golf Classic
- 2007: Kandy Waters Memorial Classic, Flora Bama Lounge Classic

Web.com Tour
- 2012: Louisiane Open (-24), Wichita Open (-16)